# 瑞竹地區

竹山鎮圖，區域為瑞竹地區

瑞竹地區位於南投縣竹山鎮內清水溪兩岸聚落，地處竹山鎮西南。

## 區域
本區是竹山鎮內六里：瑞竹里、桶頭里、坪頂里、福興里、鯉魚里、田子里的合稱，即傳統地域的勞水坑、桶頭、山坪頂、福興、鯉魚尾、田子。

## 歷史
瑞竹地區漢人活動的歷史最早可溯至清康熙三十三年漢人入墾，在此之前本區域為原住民活動地區。本區在行政區劃上為鯉魚頭堡，先後屬諸羅縣、雲林縣、台中縣、嘉義縣、斗六廳、南投廳、臺中州、臺中縣、南投縣。雖經數次不同行政區劃，本區仍與竹山、斗六二地關係最為密切。

## 地理

### 水系
本區是清水溪流域的一部分，清水溪是主要溪流，支流有倒踏坑、雷公坑、番婆夾坑、芊蓁崙溪、烏巢坑、加走寮溪、山坪頂乾坑、黃圮林坑、大灣坑、過溪坑、鯉魚尾坑、過溪、田子溪，等數條支流匯入清水溪。

### 地形分界
清水溪河谷是本區平原地帶，東是竹山丘陵，西為斗六丘陵，形成一開口朝北河谷地形。北界與竹山市區相隔一田子溪，西以斗六丘陵與斗六市、古坑鄉為界，南在「小旗仔」與古坑鄉為界。

## 鯉魚尾巖
重興巖又稱鯉魚尾巖，原稱「新興巖」是道光年間建造的觀音佛祖廟，另有祀奉道教眾神，是本區共同信仰中心

## 產業
區域內除河谷兩旁為水田耕作，在日治時期曾設有「樟腦局林圯埔支局」以為腦業經營，在樟腦業沒落後，竹業成為本區主要產業，瑞竹地區是竹林事件爆發處，而後成立的「瑞竹林業生產合作社」成為本區發展建設影響之一員。

## 外部連結
重興岩佛祖的故事